# Morris Gisnet
Morris Gisnet (în idiș מאָריס גיסנעט‏‎, în rusă Моррис Гиснет; n. 1880, Briceni, Imperiul Rus – d. 1960, Florida, SUA) a fost un evreu basarabean, scriitor, dramaturg și avocat american. A scris în limbile engleză și idiș.

## Biografie
S-a născut în târgul Briceni (acum oraș și centru raional din Republica Moldova) din ținutul Hotin, gubernia Basarabia a Imperiului Rus, iar copilăria și-a petrecut-o la Lipcani (acum oraș din același raion, Republica Moldova). Părinți sai au fost Solomon Gisnet (1852–decedat după 1940) și Golda Gisnet (1853–1931). A avut cinci frați și surori. A fost educat preponderent acasă cu un tutore, apoi cu profesorii: prozatorul Iehuda Steinberg și fratele său Srul Steinberg. La vârsta de cincisprezece ani, a încercat să intre la școala publică de Lipcani, dar din lipsa unui certificat oficial de naștere, nu a fost acceptat. De asemenea, nu a reușit să intre în gimnaziul rus din Camenița, iar în 1896, a emigrat în Statele Unite. După ce s-a stabilit la New York, a lucrat într-o fabrică de țesut și s-a implicat în mișcarea muncitorească. În același timp, a studiat engleza la cursurile de seară. Ulterior a absolvit și Facultatea de Drept a Universității din New York în 1904. A practicat avocatura în Brooklyn. A candidat pentru Camera Reprezentanților a Statelor Unite ale Americii pe lista socialiștilor din New York în 1928.
A început să publice nuvele în cotidianul Forverts („Înainte”), apoi a publicat ficțiune și dramă în periodice din New York, inclusiv Fraye arbeter shtime („Vocea liberăa muncitorului”) și Zeitgeist. Piesele sale s-au bucurat de un succes considerabil și au fost interpretate de companiile de teatru evreiești din diferite orașe americane. Prima piesă, Moris der opereyter („Maurice în calitate de fotograf”) a primit aprobarea dramaturgului Jacob Gordin și a fost regizată de Max Gebil la Turn Hall din New York. În anii 1900-1909 a scris numeroase piese de teatru, inclusiv  Sheyndele oder di gebrokhene hertser („Sheindele sau inimile sparte”, 1900), Der yudisher nakhes („Fericirea evreiască”, 1903), Der apikoyres („Liber-gânditor”, 1906), Der tkies-kaf („Contract”, 1908). Piesa Geld („Bani”) a fost publicată într-o ediție separată în 1914. Ultima piesă, Der Hoypt Eydes („Martorul principal”), a fost pusă în scenă în 1938.
Colecția de proză Di khupe-nakht („Noaptea nunții”, 1927) include povești și eseuri din anii 1902-1912, dintre care unele (Yugend-libe - „dragoste adolescentă” și Mises binskis tfile - „rugăciunea doamnei Binski”) au fost publicat inițial în engleză în ziarul socialist The Call și tradus în idiș de către autor. În 1931, a fost publicată cartea sa în engleză A Lawyer Tells the Truth („Un avocat spune adevărul”), în care aprecia aspectele morale ale avocatului și practicii judecătorești. În ultimii ani, a vizitat Israelul și a început să publice în ebraică.
Și-a petrecut ultimii ani din viață în Florida.